# 牧野太郎
牧野 太郎（まきの たろう、1904年（明治37年）6月 - 1938年（昭和13年）1月15日）は、日本の銀行家。不動貯金銀行常務取締役。族籍は東京府士族。

## 人物
東京府士族・牧野元次郎の二男。慶應義塾に学んだ。父の経営する不動貯金銀行の常務取締役であった。住所は東京市麻布区仲ノ町（現・港区六本木）。

## 家族・親族
牧野家
- 父・元次郎（1874年 - 1943年、千葉県君津郡久留里町出身、東京士族、不動貯金銀行頭取）[1][3]
- 妻・富子（1907年 - ?、子爵・梅小路定行の庶子）[1]
- 男（1928年 - ?）[1]
- 二男（1929年 - ?）[1]
- 三男（1932年 - ?）[1]

親戚
- 妻の父・梅小路定行（子爵、貴族院議員）
- 実弟・寺本五郎（不動貯金銀行頭取）